# عكوب أرمني
عكوب أرمني (الاسم العلمي:Gundelia aragatsi) هي نوع نباتي يتبع جنس العكوب من الفصيلة النجمية.